# Lasovac Brdo
Lasovac Brdo is een plaats in de gemeente Šandrovac in de Kroatische provincie Bjelovar-Bilogora. De plaats telt 11 inwoners (2001).